# 英五郎
英 五郎（1935年8月2日—2021年3月21日）、指定暴力團・六代目山口組舍弟、英組組長、全國平和連合名誉總裁、原小西一家若頭、副長。 「英 五郎」的名稱取至日本大俠客・大前田英五郎的名字。戶籍名・津留英雄（つどめ ひでお）。

## 事跡
1935年 大阪市旭區出生。
二次大戰時、少年期的英五郎與大阪的親族疏散至福岡縣宇美町；戰後，曾在熊本縣當地加入愚連隊。
1954年 福岡縣公立工業高校結業。
1966年 搬回大阪居住。
1969年、在大阪市西成區天下茶屋創立「英組」。
1971年、加入小西音松（之後的五代目山口組顧問）所帶領的「小西一家」。
1973年、小西一家若頭就任。之後，又升格為小西一家的副長。
1978年5月、在大阪成立全國平和連合右翼團體。
1984年6月、四代目山口組直參升格。
1989年5月、五代目山口組時代來臨，伴隨人事改組，升格就任若頭補佐兼大阪中區域負責人。
2001年9月 擔任世界格闘技團體連合振興會名譽顧問。
2005年8月、升任六代目山口組舍弟。
2013年10月、英五郎高齡77歲，宣布退休讓位。由藤田恭道繼任二代。
與政財界出版代表恩田貢氏(故人)共同創設「全國青少年健全育成會」。
2021年3月21日、病逝 (享年85歲)

## 資料來源
1. ↑  「治安を乱す半グレ許すな！」　山口組系組長、ネットで“大号令”…大阪府警が逮捕 - 產經 的存檔，存档日期2013-06-06.